# Vaterit

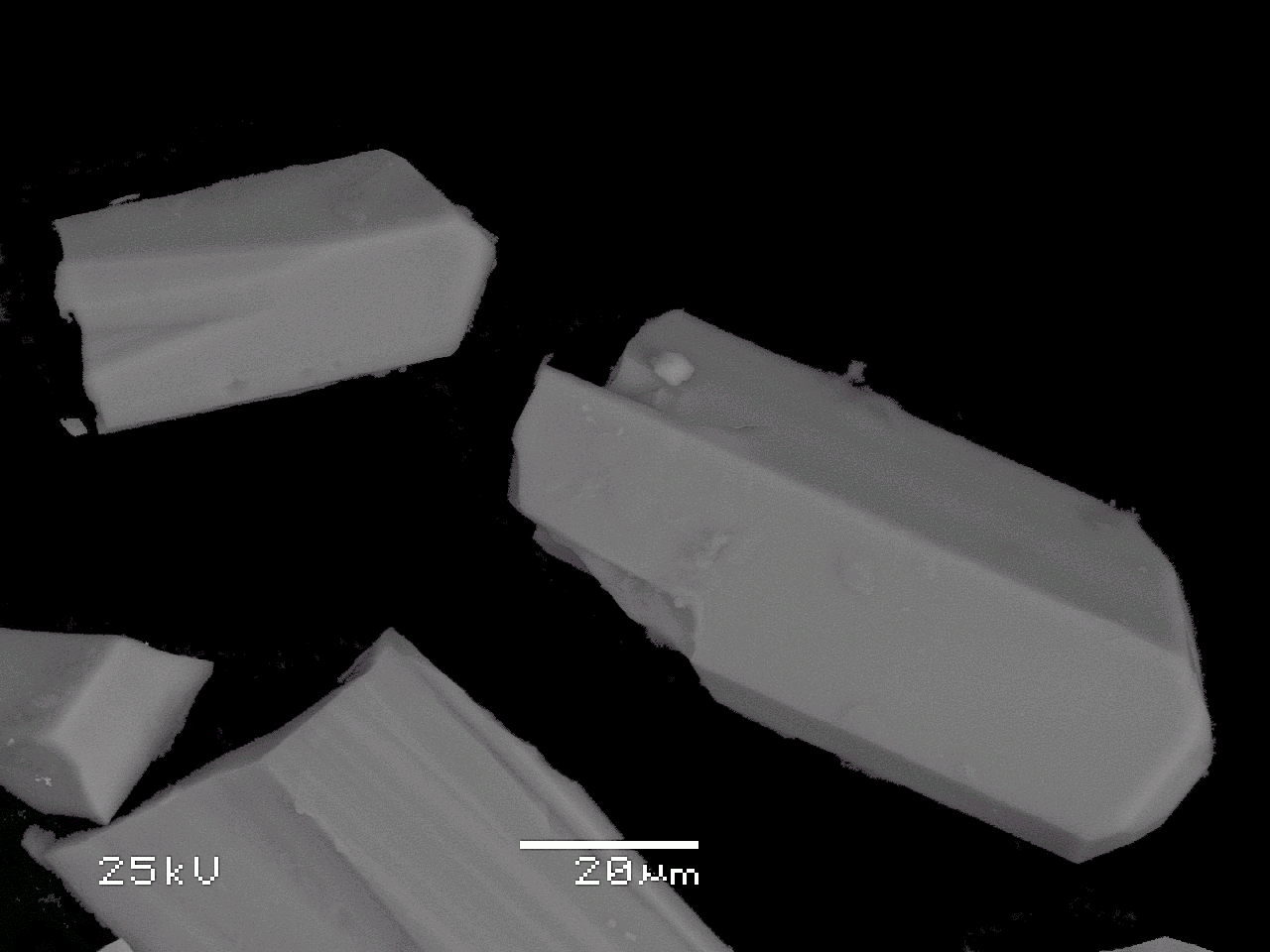
Vaterit, San Vito, Monte Somma, Olaszország

A vaterit egy karbonátásvány, a kalcium-karbonát hexagonális kristályrendszerű ásványa. Főleg ortorombos kristályokban található. Gyakori tömeges kristályos, finomszemcsés megjelenése. A kalcit és aragonit polimorf változata, megkülönböztetni csak a kristályszerkezet alapján lehet. Nevét felfedezőjéről, Heinrich Vater német mineralógusról kapta.

## Kémiai összetétele
- Kalcium (Ca) = 40,0%
- Szén (C) = 12,0%
- Oxigén (O) = 48,0%

## Keletkezése
Elsődlegesen szubvulkáni, hidrotermális folyamatokban keletkezik. Metaszomatikus, metamorf képződése is gyakori. Üledékes megjelenésekben tengeri üledékekben fordul elő. Szkarnosodásokban is megtalálható.
Kísérő ásványok: dolomit, sziderit, kalcit, ankerit.
Hasonló ásványok: a kalcit, dolomit, aragonit.

## Előfordulása
Ausztria területén Salzburg közelében és Obersulzbach völgyében. Németországban Baden-Württemberg tartományban és Szászországban. Lengyelországban a sziléziai területeken és Katowice vidékén. Törökországban vannak jelentős előfordulások. Oroszországban a murmanszki régióban és a Kola-félszigeten. Az Egyesült Államokban Arizonában Phoenix közelében és Michigan  szövetségi államokban. Kanada területén Quebec tartományban. Megtalálható Japán Hokkaidó szigetén és a Dél-afrikai Köztársaságban Hotezal vidékén.

### Magyarországi előfordulása
A Budai-hegység dolomitjaiban 1968-ban mutatták ki másodlagos képződésű megjelenését. A Gellért-hegy területén is megtalálható gipsz, aragonit, magnezit és kalcit társaságában.